# Herbert Kunze (Kunsthistoriker)
Herbert Kunze (* 6. Dezember 1895 in Staßfurt; † 12. Februar 1975 in Erfurt) war ein deutscher Kunsthistoriker und Direktor des Angermuseums.

## Leben
Herbert Kunze absolvierte ein Studium der Rechtswissenschaft an der Universität München und studierte Kunstgeschichte in München, Leipzig und Berlin. Er promovierte 1923 in Halle. Von 1923 bis 1924 war er als Assistent am Landesmuseum in Oldenburg tätig. Von 1924 bis 1925 beschäftigte er sich mit der Inventarisierung der Kunstdenkmäler der Provinz Sachsen. Zu seinem Fachgebiet zählte die mittelalterliche Kunst, insbesondere die mittelalterliche Plastik. Er befasste sich aber auch mit der Buchillustration. 1925 wurde seine Dissertation unter dem Titel Die Plastik des 14. Jahrhunderts in Sachsen und Thüringen im Verlag Bruno Cassirer in Berlin publiziert.
Am 1. Dezember 1925 übernahm Kunze als Nachfolger von Walter Kaesbach die Stelle als Direktor am Städtischen Museum in Erfurt, dem heutigen Angermuseum. Kunze war gleichzeitig Sekretär des Erfurter Kunstvereins und setzte die von Kaesbach begründete Ausstellungstätigkeit zeitgenössischer Avantgardekunst fort. 1935 gelang es Kunze 300 Fayencen aus dem Nachlass des Sammlers Paul Heiland (1870–1933) aus Potsdam zu erwerben. Er konnte damit die Sammlung des Städtischen Museums um einen weiteren Schwerpunkt im Kunsthandwerk erweitern.
Unter der Leitung von Kunze fanden Personalausstellungen von Künstlern statt, deren Werke in der Zeit des aufkommenden Nationalsozialismus bereits unter heftiger Kritik standen und wenig später öffentlich verboten wurden: 1927 und 1930 Gerhard Marcks, 1927, 1928, 1931, 1934 Erich Heckel, 1925, 1926, 1929/30, 1935 Christian Rohlfs oder 1929 Otto Dix. Erstaunlicherweise konnte Herbert Kunze noch im September/Oktober 1936 eine Ausstellung u. a. mit Werken von Erich Heckel, Karl Schmidt-Rottluff, Emil Nolde und Christian Rohlfs aus Erfurter Privatbesitz zeigen.
Am 3. September 1937 wurden im Rahmen der Aktion „Entartete Kunst“ 765 Werke der modernen Sammlung des Kunstmuseums beschlagnahmt. Herbert Kunze verlor sein Amt als Museumsdirektor und erhielt Hausverbot. Im Januar 1939 verklagte Kunze die Stadt Erfurt, da sich seine Kündigung nach seiner Rechtsauffassung nicht mit dem ihm vertraglich zugesicherten Beamtenstatus vereinbaren ließ. Der Rechtsstreit wurde in erster Instanz zugunsten des Klägers entschieden. Die Stadt Erfurt legte aber Berufung ein, so dass man sich erst im Juli 1940 auf einen Vergleich einigte.
Von 1938 bis 1945 leitete Magdalene Rudolph, die spätere Ehefrau von Herbert Kunze, das Angermuseum. Sie verhinderte, dass das Wandgemälde Lebensstufen von Erich Heckel durch die Nationalsozialisten zerstört wurde, indem sie es durch eine provisorische Wand verschließen ließ. 1942 heirateten Magdalene Rudolph und Herbert Kunze.
1945 wurde Herbert Kunze rehabilitiert. Er übernahm erneut das Direktorat des Angermuseums. Er veranstaltete 1946 die erste Nachkriegsausstellung in Erfurt und unter seiner Leitung wurden die Kriegsschäden am Angermuseum beseitigt und das Museum wiedereröffnet. Für Kunze sollte im Angermuseum nach 1945 erneut die Gegenwartskunst thematisiert werden. Gleichzeitig galt es, den Verlust einer über die Stadt hinaus bekannten Sammlung expressionistischer Kunst aufzuarbeiten. 1963 wurde das Arbeitsverhältnis mit Herbert Kunze aufgrund von Diskrepanzen zur Kulturpolitik der DDR beendet. Im selben Jahr wurde Kunze zum Professor ernannt und Ehrenmitglied des Künstler- und Freundeskreises Erfurter Ateliergemeinschaft.